# Yū Yū Hakusho
Yū Yū Hakusho (jap. 幽★遊★白書, dt. etwa: „Weißbuch der umherwandernden Geister“) ist eine Manga-Serie aus Japan von Yoshihiro Togashi aus der Shōnen-Gattung. Der Manga wurde auch als Anime-Fernsehserie umgesetzt.

## Handlung
Nachdem der 14-jährige Yusuke Urameshi ein Kind vor dem Überfahrenwerden bewahrt hat, indem er es von der Fahrbahn schubste, ist er selbst tot. Da er sonst so schlechtes Benehmen zeigt, ist selbst die Welt der Geister von dieser Aktion überrascht. Doch Yusuke war noch nicht zum Tod bestimmt und bekommt so eine zweite Chance zu leben. Nach seiner Wiederbelebung wird er ein „Geisterdetektiv“, der für Lord Koenma, den Prinzen der Spirituellen Welt, Dämonen besiegt. Mit der Zeit sammeln sich um ihn Dämonen und Menschen, die ihm bei seinen Kämpfen helfen.

## Hauptcharaktere
Yusuke Urameshi

Yūsuke Urameshi (浦飯 幽助 Urameshi Yusuke) hat meist keinen Respekt gegenüber autoritären Personen, außer seiner Mutter. Oft schwänzt er die Schule und ist der beste Schlägertyp an seiner Schule, weshalb die anderen vor ihm Angst haben. Er besitzt ein hohes Maß an spiritueller Energie.
Kazuma Kuwabara

Kazuma Kuwabara (桑原 和真 Kuwabara Kazuma) rivalisiert am Anfang der Serie mit Yusuke, aber im Laufe der Serie wird er zu einem guten Freund von ihm. Kazuma kann Dämonen erkennen und mit seinem aus spiritueller Energie geschaffenen Schwert besiegen. Am Anfang der Serie kann er das Schwert nur erschaffen, wenn er ein Beispiel aus Holz vor sich hat, später kann er zwei Schwerter aus eigener Energie erschaffen.
Keiko Yukimura

Keiko Yukimura (雪村 螢子 Yukimura Keiko) ist Yusukes Freundin, auch wenn sie es beide leugnen. Ihr Geburtstag ist am 31. Januar und ihre Hobbys sind Kochen und Putzen. Am Anfang versucht sie Yusuke von seiner Arbeit als Detektiv abzubringen, später unterstützt sie ihn und hilft ihm tatkräftig.
Shuichi Minamino

Shuichi Minamino (南野 秀一 Minamino Shuichi) ist eigentlich ein 3000 Jahre alter Fuchsdämon, genannt Yōko Kurama (蔵馬 妖狐 Kurama Yōko), dessen Waffen Pflanzen aller Art sind, der im Körper des 15-jährigen Shuichi Minamino wieder geboren wurde, nachdem er von einem Jäger aus der Geisterwelt tödlich verletzt wurde, da er ein legendärer Dieb war, der einst Anführer einer Diebesbande war. Er hatte seine Erinnerungen komplett verloren, bis zu seinem 10. Lebensjahr. Von da an kamen seine gesamten Erinnerungen und Fähigkeiten zurück. Er schloss sich Hiei an und stahl mit ihm die Magischen Artefakte der Geisterwelt um seine geliebte menschliche Mutter von ihrer Krankheit zu befreien.
Später schloss er sich mit Hiei Yusuke an und kämpft seither an der Seite seiner Freunde. Shuichi ist ruhig, höflich, und intelligent, weswegen er auf der Meioh Private Academy der beste seines Jahrgangs ist. Im Laufe des Dark Tournaments lernt Shuichi seine wahre Form, die des Yōkos, anzunehmen und seine Kraft somit zu steigern. Seine Fähigkeiten ist die Manipulation von Pflanzen aller Art, außerdem kann er Siegel und Codes knacken. Er hat in seinen Haaren Samen aller Art verstaut sowie Rosen. Von seinen Freunden wird er nur Kurama genannt.
Hiei Jaganshi

Hiei Jaganshi (邪眼師 飛影 Jaganshi Hiei) war am Anfang der Serie ein Krimineller, der unter anderem wegen Diebstahl von wertvollen Artefakten gesucht wurde. Nachdem er von Yusuke besiegt wurde, schloss er sich das erste Mal im Kampf gegen die „Saint Beasts“ der Gruppe an. Hiei bleibt immer ruhig und ist ein exzellenter Schwertkämpfer. Durch sein Jagan („Böses Auge“, 邪眼) kann er Gebiete und Personen orten. Noch dazu beherrscht er Feuerangriffe.

## Veröffentlichungen

### Manga
Yū Yū Hakusho wurde ab 1990 im wöchentlich erscheinenden Manga-Magazin Weekly Shōnen Jump beim Shūeisha-Verlag veröffentlicht, bis die Serie 1994 endete. Es gab 175 Kapitel, die in 19 Tankōbons zusammengefasst wurden. Von November 2010 bis Oktober 2011 erschien zudem eine 12 Bände umfassende Bunkoban-Version.
Seit Juli 2024 erscheint die Bunkoban-Version in einer deutschen Übersetzung von Verena Maser bei Manga Cult in bisher sieben Bänden (Stand Juni 2025).
Der Manga bietet vor allem in den ersten zwei Bänden Geschichten, die nicht im Anime erschienen sind. Auch weist er einige kleinere Unterschiede zum Anime auf, wie zum Beispiel die Abwesenheit von Botan (ぼたん) bei der Rettung von Yukina.

### Anime
Von 1992 bis 1995 wurde Yū Yū Hakusho als 112-teilige Anime-Serie von Studio Pierrot verfilmt. Regie führte Noriyuki Abe und an der Produktion waren auch Yomiko Advertising und Fuji Television beteiligt, wo die Serie auch ausgestrahlt wurde. Die Serie wurde auch in Nord- und Lateinamerika ausgestrahlt und unter anderem in Französisch, Italienisch und Tagalog übersetzt. Auf dem Sender Animax wurde die Serie auch in Ost- und Südostasien und Indien ausgestrahlt. Auf Deutsch erschien sie bei OVA Films.
1993 kam der erste Kinofilm heraus, Yū Yū Hakusho: The Movie oder The Golden Seal. Der zweite Film kam 1994 in die Kino mit dem Titel Meikaishitō-hen honō no kizuna (幽☆遊☆白書 『冥界死闘篇・炎の絆』, dt. „Yū Yū Hakusho: Kapitel des Kampfes auf Leben und Tod in der Unterwelt – Flammenfessel“).
Des Weiteren erschienen in Japan mehrere OVAs.
- Eizō Hakusho: Ankoku Bujutsukai
- Eizō Hakusho II: Yusuke Volume
- Eizō Hakusho II: Kurama Volume
- Eizō Hakusho II: Hiei Volume
- Eizō Hakusho II: Kuwabara Volume
- Vorspann- und Abspannsammlung
- Recap Guide Complete Advance Set

#### Synchronisation
| Rolle           | Japanischer Sprecher (Seiyū) | Deutscher Sprecher. |
| --------------- | ---------------------------- | ------------------- |
| Hiei Jaganshi   | Nobuyuki Hiyama              | Hannes Maurer       |
| Kazuma Kuwabara | Shigeru Chiba                | Hans Hohlbein       |
| Yōko Kurama     | Megumi Ogata                 | Marcel Collé        |
| Yūsuke Urameshi | Nozomu Sasaki                | Tobias Müller       |
| Genkai          | Hisako Kyōda                 | Barbara Ratthey     |
| Botan           | Sanae Miyuki                 | Cathlen Gawlich     |
| Keiko Yukimura  | Yuri Amano                   | Diana Borgwardt     |

#### Musik
Für den Vorspann der Serie produzierte Matsuko Mawatari das Lied „Hohoemi no Bakudan“ (微笑みの爆弾). Für den Abspann der Serie verwendete man „Homework ga Owaranai“ (ホームワークが終わらない), „Sayonara bye bye“ (さよならbye bye), „Daydream Generation“ (デイドリーム ジェネレーション) und „Hohoemi no Bakudan“ (微笑みの爆弾) von Matsuko Mawatari sowie „Unbalance na Kiss wo Shite“ (アンバランスなKissをして) und „Taiyou ga Mata Kagayaku Toki“ (太陽がまた輝くとき) von Hiro Takahashi.
Der erste Film beginnt mit dem Titel „Bomb of your Smile“ von Matsuko Mawatari und endet mit „Sayonara Bye Bye“ von derselben. Der Abspann des zweiten Films ist mit „Sayonara wa Iwanai“ von Person Z unterlegt.

### TV-Realserie
Seit dem 14. Dezember 2023 wird die japanische Realserie auf dem Streamingportal Netflix weltweit veröffentlicht.

## Rezeption
Die Serie gewann den Anime Grand Prix-Preis der Animage 1993 und 1994. Togashi erhielt 1994 den Shōgakukan-Manga-Preis in der Kategorie „Shōnen“.